# Halay

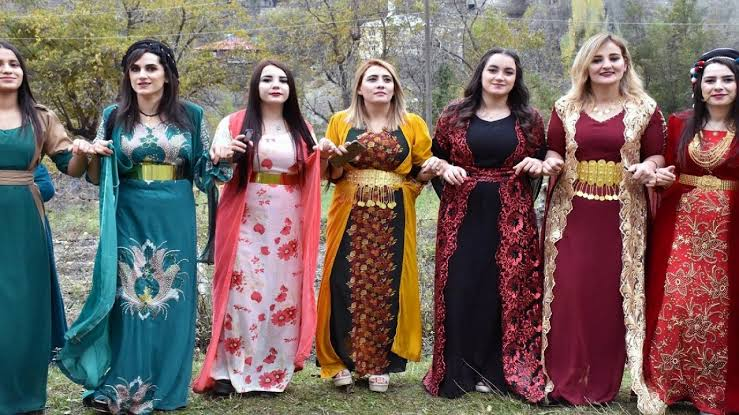
Danza de Şexbizinî (kurdo).

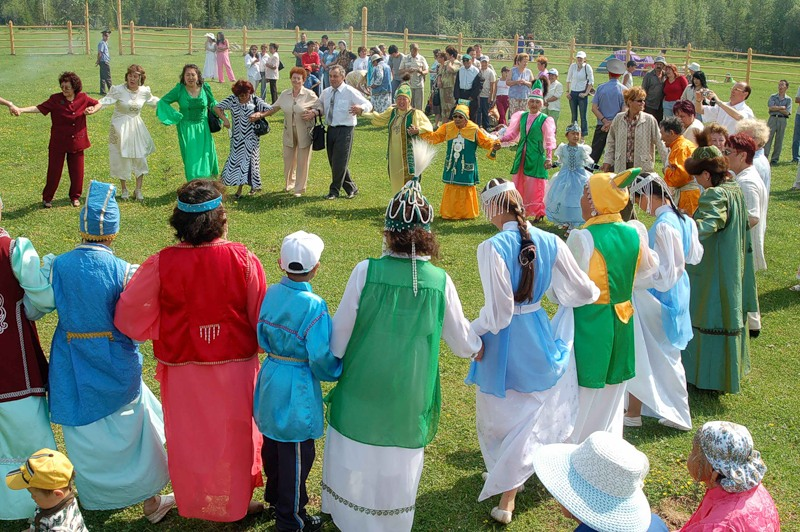
La danza Ohuokhai.

Halay es una categoría regional de estilos de danza folclórica en el centro, sur, este y sureste de Turquía. Halay y danzas similares son parte de múltiples tradiciones y culturas de danza folclórica en todo el Medio Oriente y las regiones cercanas.
Estas danzas se encuentran principalmente en las bodas y generalmente acompañadas de zurna y davul, pero en los últimos años, los instrumentos electrónicos han comenzado a reemplazarlas. Típicamente, los bailarines de Halay forman un círculo o una línea, mientras se sostienen unos a otros de muchas maneras, como dedo a dedo, hombro a hombro, o incluso mano a mano. El último y el primer jugador pueden sostener un pedazo de tela. Por lo general, comienza lento y se acelera.
Debido a las restricciones relativas a la pandemia de COVID-19 en Turquía, la danza Halay había sido restringida en las bodas. Debido a la pandemia, las bodas requerían que las personas sostuvieran palos que se conectaban entre sí, en lugar de sus manos.

## Etimología y nombre
El origen lingüístico del término Halay no se conoce completamente. Hay múltiples teorías.
La etimología original dada en el Diccionario Kubbealtı es que la palabra se deriva de la palabra "alay", que significa "comunidad, multitud".
La palabra "alay" fue transferida al turco del persa. En persa, se toma del griego aláyi(on) αλάγιον "unidad de caballería independiente en el ejército bizantino (siglo X)".
La palabra griega (aláyi) se toma del latín "alae". Esta palabra es el plural del latín "ala" 1ª ala, 2ª el nombre dado a las unidades de caballería en el ejército romano.
La palabra latina fue registrada en el siglo II a. C. y refiere a las unidades de la caballería desplegadas a la derecha y a la izquierda de la unidad de infantería en el centro. La forma griega aparece por primera vez en la compilación de leyes de 959 por Constantino VIII Porphyrogennetos. El significado original de la palabra turca es una unidad de caballería en filas ordenadas, a diferencia de la orden de incursión turca tradicional.
Es conocido como Govend o Dîlan en kurdo, como Ḥeggāʾ (ܚܓܐ) en siríaco, como Yallı en azerbaiyano, como šurǰpar (Շուրջպար) en armenio, como Chaláï (Χαλάϊ) en griego, y como Halay en turco.